# Anthopleura handi
Anthopleura handi is een zeeanemonensoort uit de familie Actiniidae.
Anthopleura handi is voor het eerst wetenschappelijk beschreven door Dunn in 1978.